# بطولة العالم للناشئين لألعاب القوى
بطولة العالم للناشئين لألعاب القوى (بالإنجليزية: IAAF World Junior Championships in Athletics) هي مسابقة عالمية في ألعاب القوى تنظم كل سنتين من قبل الاتحاد الدولي لألعاب القوى وتخص الشباب الذين تتراوح أعمارهم بين (19 سنة أو أقل في 31 ديسمبر في العام الذي تعقد فيه البطولة )، وتنظم البطولة مرة كل سنتين منذ عام 1986.

## الدورات
| °N | الدورة | المدينة  | الدولة         | التاريخ                   |
| -- | ------ | -------- | -------------- | ------------------------- |
| 1  | 1986   | أثينا    | اليونان        | 16 إلى 20 يوليو 1986      |
| 2  | 1988   | سدبري    | كندا           | 27 إلى 31 يوليو 1988      |
| 3  | 1990   | بلوفديف  | بلغاريا        | 8 إلى 12 أغسطس 1990       |
| 4  | 1992   | سيول     | كوريا الجنوبية | 16 إلى 20 سبتمبر 1992     |
| 5  | 1994   | لشبونة   | البرتغال       | 20 إلى 24 يوليو 1994      |
| 6  | 1996   | سيدني    | أستراليا       | 20 إلى 25 أغسطس 1996      |
| 7  | 1998   | آنسي     | فرنسا          | 28 يوليو إلى 2 أغسطس 1998 |
| 8  | 2000   | سانتياغو | تشيلي          | 17 إلى 22 أكتوبر 2000     |
| 9  | 2002   | كينغستون | جامايكا        | 16 إلى 21 يوليو 2002      |
| 10 | 2004   | غروسيتو  | إيطاليا        | 12 إلى 18 يوليو 2004      |
| 11 | 2006   | بيكين    | الصين          | 15 إلى 20 أغسطس 2006      |
| 12 | 2008   | بيدكوشج  | بولندا         | 8 إلى 13 يوليو 2008       |
| 13 | 2010   | مونكتون  | كندا           | 19 إلى 25 يوليو 2010      |
| 14 | 2012   | برشلونة  | إسبانيا        |                           |

## وصلات خارجية
بطولة 2010 على موقع الاتحاد الدولي